# ヨハン・アンドレ・フォルファン
- ヨハン・アンドレ・フォルファング
- ヨハン・アンドレ・フォアファン
- ヨハン・アンドレ・フォアファング
- ヨハン・アンドレ・フォーファング

ヨハン・アンドレ・フォルファン(Johann André Forfang、1995年7月4日-)はノルウェー・トロムソ出身のスキージャンプ選手。2018年平昌オリンピック団体金メダリスト、個人ノーマルヒル銀メダリスト、スキーフライング世界選手権団体金メダリスト。

## 経歴
コンチネンタルカップのデビューは2012年のビショフスホーヘン大会で、1日目失格、2日目47位でポイントを獲得できなかった。2012/13シーズンのザコパネ大会で19位に入りポイントを獲得、ヴィケルスン大会では優勝した。2013年のジュニア世界選手権リベレツ大会では個人38位、2014年のジュニア世界選手権ヴァル・ディ・フィエンメ大会では団体戦銅メダルのメンバーとなった。
ワールドカップには2014/15シーズンのリレハンメル大会に国内枠で初出場したが、予選で失格となった。エンゲルベルク大会で12位に入りポイントを獲得し、ヴィケルスン大会では3位で初の表彰台を獲得し、総合23位で終えた。世界選手権ファルン大会に初出場し、個人ノーマルヒルは失格、個人ラージヒルは18位であった。2015年ジュニア世界選手権アルマトイ大会では個人、団体とも金メダルを獲得した。
2015/16シーズンはワールドカップティティゼー・ノイシュタット大会で初優勝、2位3回、3位4回と躍進し、総合5位となった。スキーフライング世界選手権バート・ミッテルンドルフ大会に初出場し、個人4位、団体金メダルのメンバーとなった。
2016/17シーズンはやや不調でワールドカップとコンチネンタルカップを行き来し、ワールドカップは総合27位であった。世界選手権ラハティ大会は個人ノーマルヒル7位、個人ラージヒル12位、男子団体で銀メダルのメンバーとなった。
2017/18シーズンはワールドカップで優勝1回、2位2回、3位1回で、総合7位となった。2018年平昌オリンピックでは、個人ノーマルヒルで銀メダルを獲得、個人ラージヒル5位、団体金メダルのメンバーとなった。フライング世界選手権オーベルストドルフ大会では個人8位、団体金メダルのメンバーとなった。
2018/19シーズンはワールドカップで優勝1回、2位1回で総合8位となった。世界選手権ゼーフェルト大会は、個人ノーマルヒル45位、個人ラージヒル7位、団体ラージヒル5位であった。
2019/20シーズンはワールドカップではトップ10に10回入るなど総合12位であった。
2020/21シーズンはワールドカップではトップ10入りが4回にとどまり総合19位であった。フライング世界選手権プラニツァ大会では個人22位、団体金メダルのメンバーとなり、世界選手権オーベルストドルフ大会では個人ラージヒル13位、男子団体6位であった。
2021/22シーズンは、ワールドカップは4回のトップ10入りにより総合24位となった。北京オリンピック代表に選ばれたが、COVID-19の陽性反応により試合に出られなかった。フライング世界選手権ヴィケルスン大会は個人戦10位で、団体戦は銅メダルのメンバーとなった。
2022/23シーズンは世界選手権プラニツァ大会にて、男子団体および混合団体でいずれも銀メダルを獲得。2023/24シーズンはワールドカップで5年ぶりの優勝を含む3度の表彰台獲得で、総合7位でシーズンを終えた。
2025年の世界選手権トロンハイム大会では、混合団体金メダルおよび男子団体銅メダルのメンバーとなったが、個人ラージヒルの2本目終了後のスーツ検査でチームぐるみの不正が見つかり失格となり、このシーズンの最終戦まで出場停止処分が課された。

## 主な競技成績

### 冬季オリンピック
- 2018平昌オリンピック（ 韓国）
  - 個人ノーマルヒル 2位
  - 個人ラージヒル 5位
  - 団体ラージヒル 1位
- 2022年北京オリンピック ( 中国)
  - 代表に選出されたが競技出場は無し。

### 世界選手権
- 2015年ファールン大会 ( スウェーデン)
  - 個人ノーマルヒル 失格
  - 個人ラージヒル 18位
- 2017年ラハティ大会 ( フィンランド)
  - 個人ノーマルヒル 7位
  - 個人ラージヒル 12位
  - 男子団体ラージヒル 2位
- 2019年ゼーフェルト大会 ( オーストリア)
  - 個人ノーマルヒル 45位
  - 個人ラージヒル 7位
  - 男子団体ラージヒル 5位
- 2021年オーベルストドルフ大会 ( ドイツ)
  - 個人ラージヒル 13位
  - 男子団体ラージヒル 6位
- 2023年プラニツァ大会 ( スロベニア)
  - 個人ノーマルヒル 12位
  - 混合団体ノーマルヒル 2位
  - 個人ラージヒル 10位
  - 男子団体ラージヒル 2位
- 2025年トロンハイム大会 ( ノルウェー)
  - 個人ノーマルヒル 5位
  - 個人ラージヒル 30位
  - 混合団体ラージヒル 1位
  - 男子団体ラージヒル 3位

### フライング世界選手権
- 2016年バート・ミッテルンドルフ大会( オーストリア)
  - 個人 4位
  - 団体 1位
- 2018年オーベルストドルフ大会( ドイツ)
  - 個人 8位
  - 団体 1位
- 2020年プラニツァ大会( スロベニア)
  - 個人 22位
  - 団体 1位
- 2022年ヴィケルスン大会( ノルウェー)
  - 個人 10位
  - 団体 3位
- 2024年バート・ミッテルンドルフ大会( オーストリア)
  - 個人 4位
  - 団体 4位

### ジュニア世界選手権
- 2013年リベレツ大会（ チェコ）
  - 男子個人 38位
- 2014年ヴァル・ディ・フィエンメ大会（ イタリア）
  - 男子団体 3位
- 2015年アルマトイ大会（ カザフスタン）
  - 男子個人 1位
  - 男子団体 1位

### ワールドカップ
- 通算 1位6回、2位10回、3位8回（2024/25シーズンまで）

| シーズン | 順位 | ポイント |
| -------- | ---- | -------- |
| 2014/15  | 23.  | 325      |
| 2015/16  | 5.   | 1240     |
| 2016/17  | 27.  | 197      |
| 2017/18  | 7.   | 182      |
| 2018/19  | 8.   | 892      |
| 2019/20  | 12.  | 579      |
| 2020/21  | 19.  | 338      |
| 2021/22  | 24.  | 303      |
| 2022/23  | 16.  | 574      |
| 2023/24  | 7.   | 867      |
| 2024/25  | 8.   | 955      |